# Arrondissement Forcalquier
Arrondissement Forcalquier je francouzský arrondissement ležící v departementu Alpes-de-Haute-Provence v regionu Provence-Alpes-Côte d'Azur. Člení se dále na 13 kantonů a 87 obcí.

## Kantony
- Banon
- Forcalquier
- La Motte-du-Caire
- Manosque-Nord
- Manosque-Sud-Est
- Manosque-Sud-Ouest
- Noyers-sur-Jabron
- Peyruis
- Reillanne
- Saint-Étienne-les-Orgues
- Sisteron
- Turriers
- Volonne